# Leon II
Denna artikel behandlar den abchaziske kungen. För andra personer, se Leo II.
Leon II (död 811 eller 812) var på 760-talet en furste i den bysantinska lydstaten Abchazien.
Genom ärftliga anspråk på mödernet lyckades han på 770-talet även överta styret över grannlandet Lazica. Leon erövrade ytterligare landområden, i strid med araberna, och omkring år 786 lyckades han, med hjälp av khazarerna lösgöra sig helt från det bysantinska riket och utropa Kungadömet Abchazien med Kutaisi som huvudstad.
Leon indelade det nya landet i åtta grevskap:
- Abchazien
- Tschumi
- Bedien
- Gurien
- Ratja och Takveri
- Svanetien
- Argvetien
- Kutaisi